# Гурко-Кряжин, Владимир Александрович
Владимир Александрович Гурко-Кряжин (настоящая фамилия — Гурко; 27 апреля (9 мая) 1887, Тифлис — 17 октября 1931, Москва) — российский востоковед, автор исследований по новой и новейшей истории Турции, Ирана, Афганистана и других стран Ближнего Востока, археолог и этнограф Кавказа, один из первых организаторов «нового» советского «практического» востоковедения 1920-х годов.

## Биография
Владимир Александрович Гурко-Кряжин родился 27 апреля (9 мая) 1887 года в Тифлисе в семье статского советника Александра Готфридовича Гурко (1856—1919) — врача, специалиста по тропическим болезням (с 1909 года — главный врач Михайловской больницы в Тифлисе). Дворянин по происхождению из рода Гурко-Омелянских. После окончания в 1904 г. Тифлисского реального училища для продолжения образования переехал в Москву, где учился в Московском инженерном училище (1908—1909 гг.). В 1910 году поступил на историко-филологический факультет Московского университета, который окончил в 1912 году с дипломом I степени по специальности «Этнография и археология Кавказа». Первую мировую войну воспринял патриотически, поступил на службу в инженерно-строительные дружины Земгора Кавказского фронта (февраль 1916 — ноябрь 1917 гг.). Службу проходил в г. Сарыкамыш и Трапезунд. В 1918 г. окончил этнологическо–историко–филологический факультет Лазаревского переднеазиатского института.
Приняв обе российские революции 1917 года, Гурко-Кряжин активно включился в общественно-политическую жизнь.
Организатор и член общественной организации Союз освобождения Востока (1918—1919). Редактор-распорядитель журнала «Вестник жизни: Итоги политики, общественности, науки, литературы, искусства», издаваемого ВЦИК РСФСР (1918—1919). С июня 1920 по март 1921 гг. по приглашению полпреда РСФСР в Турции и Персии Ш. З. Элиавы — заведующий информационным отделом Чрезвычайного полномочного представительства РСФСР в Турции и Персии (полпредство), находившегося в Баку. Участник Первого Съезда народов Востока в Баку в 1920 году. В октябре 1920 г. Гурко-Кряжин организовал подчинявшееся полпредству Информационное бюро по Турции. Одновременно заведовал бюро печати Российского телеграфного агентства (РОСТА) на Ближнем Востоке (Баку). В апреле-августе 1921 г. заведующий Восточным отделом Кавказского краевого бюро РОСТА (КавРОСТА) (Тифлис).
С 1919 года служил в Военной академии РККА им. М. В. Фрунзе в качестве члена постоянной комиссии по истории Красной армии.
В январе 1922 года вызван телеграммой наркома по делам национальностей И. В. Сталина на постоянную работу в Москву.
Один из создателей Всероссийской научной ассоциации востоковедения при Наркомнаце РСФСР (ВНАВ) (1922) (преобразована во Всесоюзную в 1924 г., существовала до 1930 г.). Провёл подготовительную работу по организации бюро ВНАВ в Тифлисе и Баку (1922). В 1922-1928 гг. — ученый секретарь, член Оргбюро (в дальнейшем Правления) и Президиума ВНАВ, заведующий политико-экономическим отделом ассоциации (в сентябре 1927 года ушёл в отставку с поста заведующего отделом из-за несогласия с деятельностью правления), а также председатель ее Ближневосточной секции. Один из создателей журнала ВНАВ «Новый Восток» (1922—1930), редактор политико-экономического отдела, член редколлегии журнала.
Участник I Всероссийского съезда египтологов (Москва, август 1922). Руководитель комиссии ВНАВ по подготовке Всесоюзного тюркологического съезда (1924). Участник Конференции по изучению производительных сил Средней Азии, выступил с докладами на Высших военных курсах востоковедения (Среднеазиатские курсы востоковедения РККА (Ташкент, апрель 1926 г.). Участник I пленума научных работников НИИ Этнических и национальных культур народов Востока (декабрь 1926 г.). Участник Совещания историков Востока — участников I Всесоюзной конференции историков-марксистов, организованном бюро секции истории Востока Общества историков-марксистов при Комакадемии (январь 1929). Участник II съезда Всеукраинской научной ассоциации востоковедения (Харьков, ноябрь 1929).
Участвовал в организации востоковедных центров в Москве и Ленинграде. Один из организаторов конференции ректоров востоковедных вузов страны по выработке программ вузов (июль 1923 г.). С 1923 по 1930 гг. — профессор Московского института востоковедения (МИВ), руководитель кафедры Ближнего Востока, член Правления института (1923—1930), декан Средневосточного факультета МИВ (1925/26 уч. год). С 1924 по 1930 гг. Г.-К. работал в качестве профессора в Ленинградском институте живых восточных языков им. А. С. Енукидзе (ЛИЖВЯ) — Ленинградском восточном институте, читал курс «История Ближнего Востока» на факультете общественных наук первого МГУ (1922/23 уч. год), профессор историко-лингвистического факультета Ленинградского государственного университета по курсу истории стран Ближнего Востока (1928—1930). С 1919 года служил в Военной академии РККА им. М. В. Фрунзе в качестве члена постоянной комиссии по истории Красной армии. С августа 1925 по апрель 1926 г. состоял на действительной военной службе в качестве штатного преподавателя Восточного факультета академии (1924—1931). С февраля 1926 по апрель 1927 гг. — член постоянного совета Общества историков-марксистов при Коммунистической академии. В апреле 1927 года на общем собрании Общества историков-марксистов при Коммунистической академии переведён кандидатом в члены постоянного совета общества. Руководил работой аспирантов в НИИ этнических и национальных культур народов Востока и вел семинар по национально-освободительному движению в странах Ближнего Востока (1928—1929). Сверхштатный действительный член Государственного колонизационного научно-исследовательского института (1930).
С 1924 по апрель 1926 года работал в качестве историка-эксперта над следственными материалами Верховного Суда СССР по делу о расстреле 26 бакинских комиссаров (процесс Ф. Фунтикова).
Гурко-Кряжин принимал активное участие в организации музейного дела. Член комиссии Главнауки Наркомпроса РСФСР, созданной в связи с реорганизацией Музея искусств Востока в Музей восточных культур (январь 1925 г.). Член Правления Музея восточных культур, сотрудник музея, с июля 1926 по октябрь 1929 гг. — заведующий Кабинетом ВНАВ по изучению истории революционного движения в странах Востока им. Н. Н. Нариманова при музее, председатель Бюро просветительной работы (1926—1928) и член научных советов отделов Дальнего, Ближнего и Советского Востока, член ученого совета (1927—1928), зам. директора по науке (1929) Музея восточных культур.

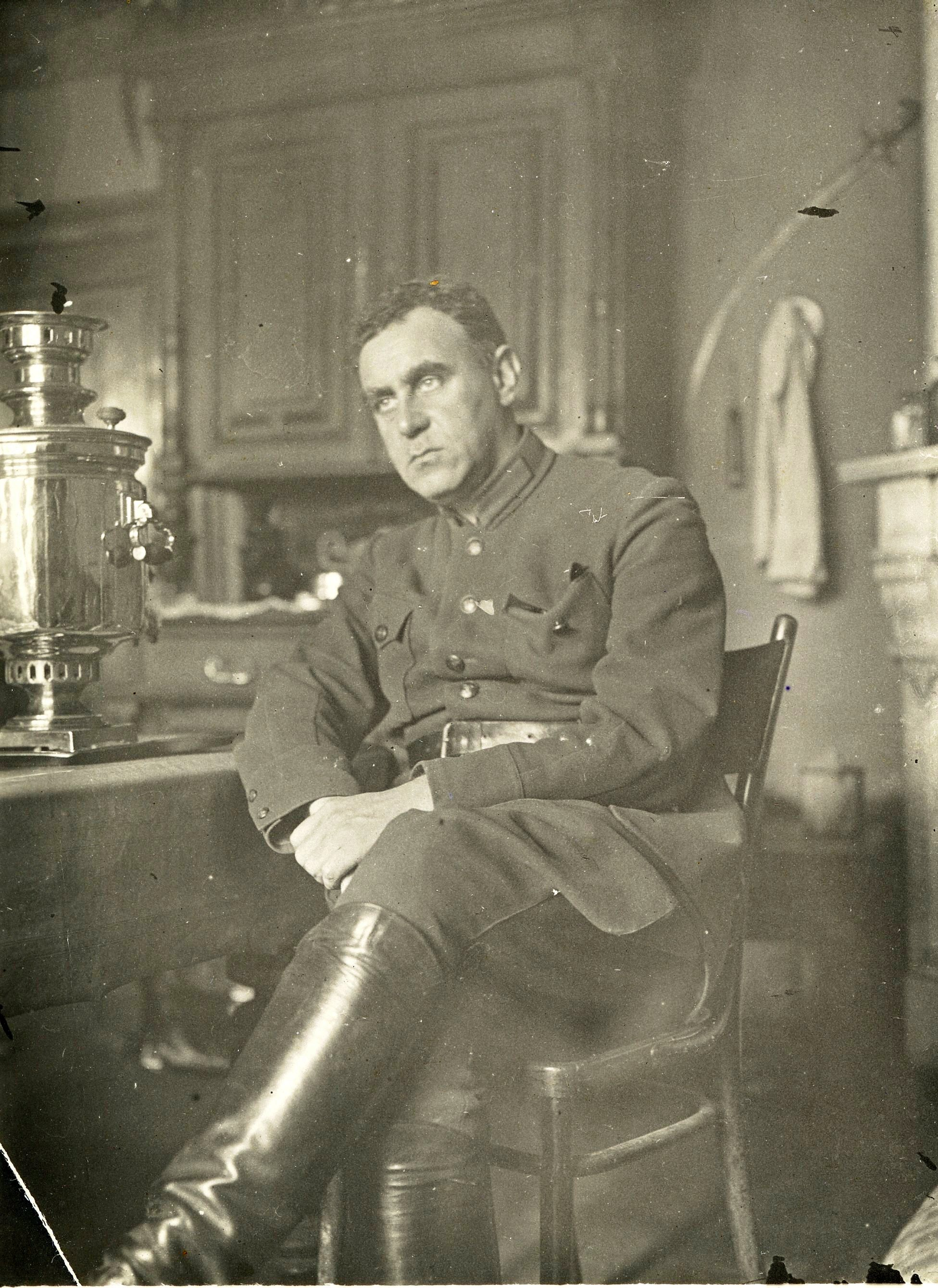
В.А. Гурко-Кряжин во второй половине 1920-х гг.

Круг интересов ученого был разнообразным. Гурко-Кряжин написал пьесы: «Гибель кумиров, или Торжество земского начальника» (М., 1914) и «Красный петух: Мелодрама в 3-х д. из эпохи Великой французской революции» (М., 1922), а также был автором трёх неопубликованных драматургических произведений: «Действо о Гильоме», «Чудо Святой Девы», «О славном рыцаре Тангейзере». Был членом Союза (общества) драматических и музыкальных писателей (Драмсоюз) (1922). Г.-К. хорошо рисовал, писал картины. Участник Выставки этюдов, эскизов и декоративно-прикладного искусства Московского общества любителей художеств (сент.-окт. 1912 г.). Член объединения художников «Группа 7» (участвовал в выставке картин группы в мае 1918 г.). Член профсоюза художников-живописцев г. Москвы (1918).
Был также действительным членом Русского географического общества, Кавказского отделения Московского археологического общества. Гурко-Кряжин был связующим звеном ВНАВ и московского Музея восточных культур с научными центрами Закавказья и Средней Азии. Командирован в Закавказье для проведения подготовительной работы по организации бюро ВНАВ в Тифлисе и Баку (март-июнь 1922 г.). Командирован по поручению ВНАВ в республики Средней Азии для ознакомления с работой местных научных учреждений и укреплению их связей с ВНАВ (лето 1924 г.). Командирован по поручению ВНАВ в Армению для изучения вопроса о положении армянских беженцев, возвращавшихся на родину из Греции, Персии и других стран (осень 1926 г.). Г.-К. активно участвовал в этнологических научных экспедициях. Осенью 1925 г. Г.-К. по поручению ВНАВ совершил поездку в Абхазию с целью изучения ее экономической и культурной жизни, в 1926 г. он обследует в Грузии пещеры, летом 1927 г. работает в составе экспедиции от ВНАВ в Хевсуретии, летом 1929 г. Г.-К. совершил поездку по поучению Музея восточных культур в Тушетию и Азербайджанский Курдистан с целью изучения социально-экономического положения и бытовых условий населения областей.
В конце 1920-х гг. ученый подвергся резкой критике со стороны ортодоксальных марксистов-востоковедов, считавших Гурко-Кряжина буржуазным специалистом дореволюционной формации. В докладе Л. П. Мамета «Отражение марксизма в буржуазном востоковедении (В. Гурко-Кряжин и Восток)» на заседании Общества историков-марксистов 8 апреля 1930 г. ученый был назван «буржуазным востоковедом, занимающимся апологией империализма». В ходе дискуссии о положении советской востоковедческой науки в Институте красной профессуры (ИКП) истории, советского строительства и права Комакадемии в январе 1931 г. ВНАВ была объявлена «лагерем буржуазных попутчиков, именующих себя советским востоковедением, включающим и […] приживал от востоковедения (Гурко-Кряжин и его школа)», а Г.-К. был назван «кадетом, опошляющим марксизм». Само имя Гурко-Кряжина становилось бранным, нарицательным в советском «новом» востоковедении, от которого ученый искусственно отторгался.
Подвергшийся нападкам учёный скоропостижно скончался в возрасте 44 лет в Москве 17 октября 1931 г.
Архив В. А. Гурко-Кряжина передан внучкой ученого Е. В. Гурко-Кряжиной в Архив РАН (Ф. 2239).

## Семья
Первая жена — Юлия-Луиза-Ида Станиславовна Гурко (урожд. фон Штейн) (1886, Москва — 1920, Баку), врач, дочь оториноларинголога, доктора медицины, профессора, основателя Клиники болезней уха, горла и носа Императорского Московского университета Станислава Фёдоровича фон Штейна (1855-1921)  и Луизы-Августины (урожд. Жиц) (1855-1930), основательницы женской гимназии Жиц на Арбате.
И.С. Гурко скончалась от сыпного тифа в Баку 17 ноября 1920 года.
От первого брака родилась дочь Гали (1915, Москва —1993, Москва), окончила ИФЛИ, кандидат искусствоведения, театровед, исследователь творчества Э.Т.А. Гофмана.
Вторая жена - Анна Давыдовна Гурко (урожд. Харазова) (1890, Тифлис—1954, Москва), книговед, происходила из семьи армянских купцов и меценатов.
От второго брака родилась дочь Злата (1922, Москва — 1985, Москва), окончила Московский библиотечный институт, работала библиографом в Фундаментальной библиотеке по общественным наукам АН СССР.

## Научное наследие
В. А. Гурко-Кряжин — автор более 370 научных работ по истории международных отношений, этнографии и археологии народов Кавказа, истории стран Ближнего и Среднего Востока. Г.-К. активно участвовал в создании «нового» советского востоковедения, изучавшего на методологической основе марксизма национально-освободительные движения и проблемы социально-политической и экономической истории стран и народов Востока периода новой и новейшей истории. Автор первой периодизации истории советского востоковедения с 1918 по 1927 г. (Гурко-Кряжин. Десять лет востоковедной мысли // Новый Восток. 1927. Кн. 19. С. 35-47), одной из основных работа по истории советского востоковедения 1920-х гг. Автор более чем 370 научных работ, в том числе энциклопедической статьи «Востоковедение» (БСЭ. М., 1929. Т. 13. Стб. 289—293). В мае 1926 года опубликовал статью «Переворот в Персии» (Новый Восток. 1926. Кн. 12. С. 22-55.), проложившую начало дискуссии, организованной ВНАВ по вопросам политической борьбы в Персии (в обсуждении приняли участие И. Висанов, Ирандуст, С. Иранский, Мерза).
Организатор издания и научный редактор серии брошюр «Труженица Востока» (29 книжек) по поручению Отдела работниц и крестьянок при ЦК ВКП(б) (1927—1928).
По словам современного исследователя А. О. Тамазишвили можно «с полным основанием говорить о Гурко-Кряжине как об одной из немногих первостепенного значения фигур в истории организации советского востоковедения 1920-х годов» и подчёркивает, что «все работы Гурко-Кряжина по истории советского востоковедения сохраняют свое научное значение».
Часть научных работ учёного до сих пор не опубликована.

## Труды
- Белая опасность: Восток и Запад. — М., 1914. — 81 с.
- Культура Грузии и ее отношение к Востоку. — Тифлис, 1916. — 86 с.
- Два красных года, ноябрь 1917 г. — ноябрь 1919 г.: Хронология пролетарской диктатуры. — М., 1919. — 46 с. — Соавт.: Б. Павлов (Б. П. Козьмин).
- Империализм на Востоке. — М., 1919. — 124 с.
- История революции в Турции. — М., 1923. — 196 с.
- Национально-освободительное движение на Ближнем Востоке. — М., 1923. — Ч. 1: Сирия и Палестина, Киликия, Месопотамия и Египет. — 152 с.
- Раздел Турции во время Мировой войны // Новый Восток. — 1923. — Кн. 4. — С. 49-57.
- Английская интервенция 1918—1919 гг. в Закаспии и Закавказье. — Б. м., 1924. — 25 с.
- Арабский Восток // Колониальный Восток: Соц.-экон. очерки. — М., 1924. — С. 146—194.
- Исторические судьбы Афганистана. — М., [1924]. — 73 c.
- Послевоенные мировые конфликты. — М., 1924. — 125 с.
- Ближний Восток и державы. — М., 1925. — 244 с.
- Великие пути в мировой истории. — М., 1925. — 24 с.
- Индия в борьбе за независимость. — М., 1925. — 118 с. — Соавт.: М. Павлович, С. Вельтман.
- Краткая история Персии. — М., 1925. — 101 с.
- Турция в борьбе за независимость. — М., 1925. — 152 с. — Соавт.: М. Павлович, Ф. Раскольников.
- Абхазия. — М., 1926. — 24 с.
- Арабский Восток и империализм. — М., 1926. — 145 с.
- Мосул и Ирак // Международная жизнь. — 1926. — № 1. — С. 23-45.
- Переворот в Персии // Новый Восток. — 1926. — Кн. 12. — С. XXII-LV.
- Кабинет истории революционного движения в странах Востока им Н. Н. Нариманова. — М., 1927. — 8 с.
- Октябрьская революция и Восток: Путеводитель по выставке. — М., 1927. — 22 с. — Соавт.: В. Н. Кацауров.
- Программа и конспект курса В. А. Гурко-Кряжина "История Ближнего Востока (Арабистан, Турция, Персия). — М., 1927. — 37 с.
- Хевсуры. — М., 1928. — 40 с.
- Борьба держав и возникновение национально-освободительного движения в Турции: Предисловие // Кемаль М. Путь новой Турции, 1919—1927. — М., 1929. — Т. 1. — С. XIX-LXIII.
- Современный Афганистан. — М., 1929. — 15 с.

## Источник
- Аносов Д.В., Бондаренко А.Ф. Гурко-Кряжин Владимир Александрович (1887-1931) // Историки России: Иконография. — Москва: Собрание, 2019. — Кн. 4. — С. 62-75.
- Войтов В. Е. Материалы по истории Государственного музея Востока, 1918—1950 : люди, вещи, дела. — Москва : Сканрус : Гос. музей Востока, 2003. — 494 с.
- Востоковед Владимир Александрович Гурко-Кряжин (1887-1931) : биобиблиогр. указ. / сост. Е.В. Гурко-Кряжина. — Москва: ИНИОН РАН, 2003. — 120 с.
- Тамазишвили А. О. Владимир Александрович Гурко-Кряжин: судьба бойца «востоковедного фронта» // Неизвестные страницы отечественного востоковедения. — Москва : 2008. Вып. 3. — С. 32-136.
- Volkov D.V. Russia’s turn to Persia: orientalism in diplomacy and intelligence. — Cambridge: Cambridge univ. press, 2018. — XVI, 267 p.